# Индустријска зона Дитајно (Ена)
Индустријска зона Дитајно је насеље у Италији у округу Ена, региону Сицилија.
Према процени из 2011. у насељу је живело 13 становника. Насеље се налази на надморској висини од 262 м.